# 죠르노 죠바나
죠르노 죠바나(Giorno Giovanna)는 아라키 히로히코의 만화 《죠죠의 기묘한 모험》에 등장하는 가상의 인물이다. 5부 '황금의 바람'의 주인공이다.

## 스탠드
- 골드 익스피리언스
  - 능력: 무생물을 생물로 바꾸고 골드 익스피리언스의 능력으로 창조한 생물을 접촉하거나, 때리거나, 스탠드의 능력을 사용할시 받은 그대로 힘을 되돌려준다. 인간에게 생명을 부여할 경우 그 인간은 감각이 폭주한다. 그러나 이 기술은 너무 사기라 중반부부터 나오지 않는다
  - 단점: 10M이내. 또는 주먹에 닿아야지만 능력을 사용할 수 있다. 생물이 자랄수 있는 환경에서만 능력을 사용가능(예로들면 북극이나 남극에서는 능력 사용이 불가능)
  - 스탠드타입: 근거리 파워형

파괴력은C로 낮지만 스피드는A여서 빠른러쉬 공격을 주로한다.
- 골드 익스피리언스 레퀴엠(G.E.R),(골드.E.레퀴엠)
  - 능력: 완성형 스탠드. 기존 G.E 능력, 스탠드술사가 지정한 진실에 도달하지 못하는 능력.(죠르노 죠바나는 이 능력을 모른다.)
  - 스탠드타입: 근거리 파워형, G.E.R의 능력을 사용했을땐 스탠드가 자아를 가지게된다.

능력치는 전부 측정불가이다.

## 과거
DIO와 가족관계로 죠르노는 DIO의 아들이다.
죠르노는 지갑에 DIO의 사진을 가지고있다. (이걸 죠르노의 엄마가 찍었을 리도 없고, 죠셉이 염사한 사진과 동일하므로 쿠죠 죠타로의 서랍에서 탈취한게 분명하다.) 죠르노 죠바나는 DIO와 죠나단 죠스타의 아들이다. 죠타로는 디오의 아들이라고해서 코이치를 이용해 죠르노 죠바나를 조사하려했다.

## 잠재력
말 그대로 골익레는 '진실에 도달하지 못한다'가 능력이다. 죠르노가 이것을 알면 우주도 멸망시킬수도 있다.(우주가 존재 한다는 진실에 도달하지 못한다!)
이렇다는 말은 즉 골드 익스피리언스 레퀴엠 Act.4 더월드 오버헤븐을 현실화 시키는게 가능하단 소리다
1. ↑  생물학적으로 죠나단 브란도의 아들이다(장난)